# Kéké Kassiry
Kéké Kassiry, né le 11 mars 1954 dans la commune de Treichville en Côte d'Ivoire, est un auteur, compositeur, chanteur, danseur et guitariste ivoirien,. Il est l'un des artistes en vogue de la musique ivoirienne des années 1980.

## Biographie
Père de huit enfants, dont Carla (16 novembre 1996 - 22 février 2022), qu’il a eu avec la chanteuse ivoirienne Tina Glamour , Kéké Kassiry a pour style musical le Funk.  Installé en France depuis 1980, Il sort en 1982 N'né Ménika, un album réalisé par le batteur Paco Séry et produit par le styliste Paco Rabanne.  En 1983, il sort l'album Afrika qui connait un succès international. Il rentre ensuite en Côte d'Ivoire avec du matériel technique et crée son propre studio à Marcory où il réside, y donnant même des concerts souvent. Il sort par la suite l'album Abidjan en 1986 qui est d'une grande réussite en Côte d'Ivoire. Son dernier album qui s'intitule Initiation sort en 1996. À la suite de la perte de ses instruments de musique en 1997 dans un incendie, il vit une longue traversée du désert, puis décide plus tard de créer un groupe de huit musiciens dénommé «Passion», avec lequel il reprend les tournées.

## Distinction
- Chevalier de l'ordre du mérite culturel de Côte d'Ivoire en 2022 [6],[7]

## Discographie

### Albums
- 1996 : Initiation
- 1986 : Abidjan
- 1983 : Afrika
- 1982 : N'né Ménika